# Digitalian is eating breakfast
『Digitalian is eating breakfast』（デジタリアン・イズ・イーティング・ブレックファスト）は、1989年12月9日に発売された小室哲哉の1枚目のオリジナル・アルバム。または同じタイトルで小室が行ったソロ・ライブツアー（「Tetsuya Komuro Tour '89〜'90 Digitalian is eating breakfast」）。

## 背景
1989年3月、TM NETWORKのコンサートツアー「TM NETWORK TOUR '88〜'89 CAROL 〜A DAY IN A GIRL'S LIFE 1991〜」の最中に宇都宮隆が怪我をした事によりその後の予定がキャンセルされたため1週間程休暇が出来、誰に提供する訳でもないユーロビートの楽曲を5曲程作った（そのとき出来た楽曲の中には「DIVE INTO YOUR BODY」がある）。それが切っ掛けとなり、エピックのスタッフと相談していく内にソロアルバムの制作を勧められた。シンクラヴィアの置いてあるスタジオに行き試運転とプログラムの組み直しを繰り返した小室は、6月頃から当時使用していたスタジオをシンクラヴィアに完全対応させた状態で本格的にスタートさせた。

## 録音
小室はこのアルバムで本格的にシンクラヴィアを使用し、TM NETWORKを含めて初めてギター以外のドラム、ベースなどは全て打ち込みで構成されたアルバムとなっている。
アルバムタイトルの「digitalian」は「デジタル」と「ベジタリアン」を組み合わせた造語。しかし、「digitalian」という言葉だけだとテーマが堅くなってしまうため、柔らかくするためにその後に「eating breakfast」という言葉を付け足してシャレっぽくした。反面、アルバムタイトルにそこまで深い意味は込めておらず、「digitalian」以降は特に必要性は無かった。「開き直って『hamburger』でも良かった（笑）」と語っている。
ソロ活動をすることには特別な理由はなく、制作初期におおまかな全体像も思い描かず、プロデュースしている感覚も全くなかった状態で制作していたため、スケジュールの最後の1週間の追い込みでアルバムのタイトル・コンセプト・曲順・宣伝戦略を考えていった。「敢えてコンセプトをあげるなら、『バックトラックから浮かんできた豊富なメロディと時速が何kmかがわかる物理的なスピード感を体感できる音楽』」と称している。1989年の同時期に角川映画『天と地と』（1990年）のサウンドトラックの依頼が来ていたため、『Digitalian-』はボーカル入りのアルバムを、『天と地と』はインストゥルメンタルのアルバムにしたという。アルバム『天と地と』には本収録の「NEVER CRY FOR ME」のインストゥルメンタルがタイトルを変え、収録されている。
ギリギリまで実験的なアイディアを試していたため、納入は締め切り前日の午後5時だった。
「楽器隊のリズムに対するシビアさをボーカルに反映させたらどうなるか」を常に考え、少なくとも「思いを込めることができたからOKテイク」にはせず、楽器隊と常に同列になる様に聴いて気持ち良くなるまで、何回もボーカルの位置をシンクラヴィアでずらした。この作業は「Vocals Treated」というクレジットになった。
ミキシングの際に「音を正確に聞かせる人」「面白く感じる音はこちら側で沢山入れたから、それに忠実にミックスしてほしい」という意向で「CAROL 〜A DAY IN A GIRL'S LIFE 1991〜」にレコーディング・エンジニアとして参加したスティーブ・ジャクソンをメインとして起用した。
本作の制作中にゲイリー・ライトと初対面する。その際「どうしてこのアルバムに参加させてくれないんだ?絶対に最高の音を作るからやらせてくれ」と言われたが、当時は絞ったコンセプトに集中しなければならなかったために、断らざるを得なかった。その後TMの「Love Train/We love the EARTH」より小室との共同作業が始まった。

## 音楽性
小室曰く「TM NETWORKのプロトタイプのようなもの」とのこと。TM NETWORKのレコーディングの前に作っていたデモテープでは「小室が一人でオケを作り、一人で仮歌を歌っているけど、それをアレンジを細かく煮詰めずにそのまま出してしまおう」というのがこのアルバムのコンセプトである。そのためTM NETWORKと同じ流れを汲んでおり、「グループ内で自分の音楽性を出せないので、出したアルバム」とは本質的に異なり、「自分の作品の元となる素材がそのまま素直に出ている」と振り返っている。
音楽制作に集中し、歌詞もある程度曲ができた所で、車の中や家で聴いて音色に合うシチュエーション・イメージ・ストーリーをその場で閃いてはそのまま「自分が失った恋」「今まで色んな人との別れがあったけど、振られたのより自分のわがままで別れた方が、自分にとっては痛手となって残っている」等「自分の過去の恋愛に対する心情」を主軸のテーマにしつつ、言葉として当てはめた。音に合う言葉でよかった為に、今まで憂鬱な気持ちで作詞に取り組んでいたのが嘘のように急に楽しくなり、「時間があればもっと書きたかった」と語っている。小室みつ子への発注の仕方も効果音の入る部分等を細かく念入りに説明した。
英詩のみの楽曲を1曲制作したが、韻の踏み方が難しかったため、保留にした。
共同プロデューサーとして日向大介が参加したのは当時既にシンクラヴィアを用いたレコーディングシステムを確立していた日向の「シンクラヴィアの細かい使用に対するノウハウ・システムの構築方法・実験上出来ることと出来ないこと」等の情報・アドバイスが欲しかったためであり、別の作業に忙しい小室の「スーパーバイザーになって欲しい」という依頼から始まっている。スタッフからは「現地のプロデューサーを付けてDRESSのノリでやったらいいんじゃないか」という意見もあったが、小室は「今まで聴いたことのないオリジナルの音色を出すためには、自分の音色がパブリックイメージに発表されている有名な人じゃない方がいい」とスタッフを説得し、日向を推薦した。
このアルバムに収録されている「OPERA NIGHT」はTM NETWORKデビューアルバム『RAINBOW RAINBOW』作成時のデモテープの中の1曲の「OPEN YOUR HEART」（後に1994年リリースの『TMN RED』に収録）という楽曲の作り替えであり、「CHRISTMAS CHORUS」は『CHILDHOOD'S END』作成時に収録されなかった曲である。その他の曲は1989年3月以降から作った曲だが、「RUNNING TO HORIZON」はTM NETWORKのシングル「DIVE INTO YOUR BODY」と同時に作った曲であり、多数決で「DIVE INTO YOUR BODY」はTM NETWORKの曲になった。
小室は「ボーカルとバックの響きを上手く調整できた。今までではありがちだった『バックと歌メロが別物』みたいな作りではない」「ようやく自分自身の体験を歌詞に反映することができた」と振り返っている。

## リリース
1989年12月9日にEPIC/SONY RECORDSよりリリースされた。
2013年7月17日にリマスター音源・Blu-spec CD2規格でGT musicレーベルより再リリースされた。
2021年2月24日に完全生産限定BOXで「Digitalian is eating breakfast Special Edition」がリリースされた。

## 批評
| 専門評論家によるレビュー | 専門評論家によるレビュー |
| レビュー・スコア         | レビュー・スコア         |
| 出典                     | 評価                     |
| ------------------------ | ------------------------ |
| CDジャーナル             | 否定的                   |

- 音楽情報サイト『CDジャーナル』では、「TMの延長戦といった趣きでポップな仕上がり」、「残念ながら本作では、彼の引き出し全てを開放するまでには至っていない」と評されている[9]。

## 収録曲
| 全編曲: 小室哲哉。 |                               |            |           |       |
| #                  | タイトル                      | 作詞       | 作曲      | 時間  |
| 1.                 | 「DIGITALIAN」                | 小室哲哉   | 小室哲哉  | 1:39  |
| 2.                 | 「SHOUT」                     | 小室哲哉   | 小室哲哉  | 5:17  |
| 3.                 | 「OPERA NIGHT」               | 小室みつ子 | 小室哲哉  | 6:01  |
| 4.                 | 「I WANT YOU BACK」           | 小室哲哉   | 小室哲哉  | 4:46  |
| 5.                 | 「GRAVITY OF LOVE」           | 小室哲哉   | 小室哲哉  | 5:39  |
| 6.                 | 「HURRAY FOR WORKING LOVERS」 | 小室哲哉   | 小室哲哉  | 5:18  |
| 7.                 | 「NEVER CRY FOR ME」          | 小室みつ子 | 小室哲哉  | 4:03  |
| 8.                 | 「WINTER DANCE」              | -          | 小室哲哉  | 5:53  |
| 9.                 | 「RUNNING TO HORIZON」        | 小室みつ子 | 小室哲哉  | 4:53  |
| 10.                | 「CHRISTMAS CHORUS」          | 小室哲哉   | 小室哲哉  | 5:21  |
| 合計時間:          | 合計時間:                     | 合計時間:  | 合計時間: | 48:50 |

### Special Edition 収録曲
※Disc 1は上記にボーナストラックを加えた全13曲編成（今回全て新たにリマスタリングが施されている）。Disc 2はソロライヴ「Tetsuya Komuro Tour '89〜'90 Digitalian is eating breakfast」（既発売されているVHS・DVD版にリマスタリングが施された）とボーナストラックとしてテレビ番組「eZ」で放送された5曲を追加収録したBlu-ray。Disc 3 - Disc 5は先行シングル3作をアナログ7inchレコードに「Edit ver.」と同曲のインスト版を新規に収録。
※太字は今回新規収録曲
| 全編曲: 小室哲哉。 |                                                       |            |           |       |
| #                  | タイトル                                              | 作詞       | 作曲      | 時間  |
| 1.                 | 「DIGITALIAN」                                        | 小室哲哉   | 小室哲哉  | 1:39  |
| 2.                 | 「SHOUT」                                             | 小室哲哉   | 小室哲哉  | 5:17  |
| 3.                 | 「OPERA NIGHT」                                       | 小室みつ子 | 小室哲哉  | 6:01  |
| 4.                 | 「I WANT YOU BACK」                                   | 小室哲哉   | 小室哲哉  | 4:46  |
| 5.                 | 「GRAVITY OF LOVE」                                   | 小室哲哉   | 小室哲哉  | 5:39  |
| 6.                 | 「HURRAY FOR WORKING LOVERS」                         | 小室哲哉   | 小室哲哉  | 5:18  |
| 7.                 | 「NEVER CRY FOR ME」                                  | 小室みつ子 | 小室哲哉  | 4:03  |
| 8.                 | 「WINTER DANCE」                                      | -          | 小室哲哉  | 5:53  |
| 9.                 | 「RUNNING TO HORIZON」                                | 小室みつ子 | 小室哲哉  | 4:53  |
| 10.                | 「CHRISTMAS CHORUS」                                  | 小室哲哉   | 小室哲哉  | 5:21  |
| 11.                | 「RUNNING TO HORIZON (SHEP PETTIBONE SPECIAL REMIX)」 | 小室みつ子 | 小室哲哉  | 7:54  |
| 12.                | 「GRAVITY OF LOVE (SHEP PETTIBONE SPECIAL REMIX)」    | 小室哲哉   | 小室哲哉  | 8:01  |
| 13.                | 「CHRISTMAS CHORUS (EXTENDED VERSION)」               | 小室哲哉   | 小室哲哉  | 6:50  |
| 合計時間:          | 合計時間:                                             | 合計時間:  | 合計時間: | 71:35 |

| #   | タイトル                         | 作詞       | 作曲       | 時間 |
| --- | -------------------------------- | ---------- | ---------- | ---- |
| 1.  | 「天と地と〜HEAVEN AND EARTH〜」 | 小室哲哉   | 小室哲哉   | :    |
| 2.  | 「炎」                           | -          | 小室哲哉   | :    |
| 3.  | 「SHOUT」                        | 小室哲哉   | 小室哲哉   | :    |
| 4.  | 「HURRAY FOR WORKING LOVERS」    | 小室哲哉   | 小室哲哉   | :    |
| 5.  | 「I WANT YOU BACK」              | 小室哲哉   | 小室哲哉   | :    |
| 6.  | 「RUNNING TO HORIZON」           | 小室みつ子 | 小室哲哉   | :    |
| 7.  | 「SEVEN DAYS WAR」               | 小室みつ子 | 小室哲哉   | :    |
| 8.  | 「“eZ”28th:20TH CENTURY BOY」    | Marc Bolan | Marc Bolan | :    |
| 9.  | 「“eZ”11th:PIANO SOLO」          | -          | 小室哲哉   | :    |
| 10. | 「“eZ”13th:DAWN VALLEY」         | -          | 小室哲哉   | :    |
| 11. | 「“eZ”26th:DIGITALIAN ~ SHOUT」  | 小室哲哉   | 小室哲哉   | :    |
| 12. | 「“eZ”28th:天と地と」            | 小室哲哉   | 小室哲哉   | :    |

| #  | タイトル                           | 作詞       | 作曲     | 時間 |
| -- | ---------------------------------- | ---------- | -------- | ---- |
| 1. | 「RUNNING TO HORIZON (Edit ver.)」 | 小室みつ子 | 小室哲哉 | 4:29 |

| #  | タイトル                                        | 作詞 | 作曲     | 時間 |
| -- | ----------------------------------------------- | ---- | -------- | ---- |
| 2. | 「RUNNING TO HORIZON (Instrumental Edit ver.)」 | -    | 小室哲哉 | 4:29 |

| #  | タイトル                        | 作詞     | 作曲     | 時間 |
| -- | ------------------------------- | -------- | -------- | ---- |
| 1. | 「GRAVITY OF LOVE (Edit ver.)」 | 小室哲哉 | 小室哲哉 | 4:20 |

| #  | タイトル                                     | 作詞 | 作曲     | 時間 |
| -- | -------------------------------------------- | ---- | -------- | ---- |
| 2. | 「GRAVITY OF LOVE (Instrumental Edit ver.)」 | -    | 小室哲哉 | 4:20 |

| #  | タイトル                         | 作詞     | 作曲     | 時間 |
| -- | -------------------------------- | -------- | -------- | ---- |
| 1. | 「CHRISTMAS CHORUS (Edit ver.)」 | 小室哲哉 | 小室哲哉 | 4:56 |

| #  | タイトル                                      | 作詞 | 作曲     | 時間 |
| -- | --------------------------------------------- | ---- | -------- | ---- |
| 2. | 「CHRISTMAS CHORUS (Instrumental Edit ver.)」 | -    | 小室哲哉 | 4:56 |

## 楽曲解説
1.DIGITALIAN
「いきなり歌から始まるのは恥ずかしい」という理由でワンクッションとして入れた。
テーマは「アイドリング」「スピード感」としている。
効果音は自宅録音で制作した素材をそのまま使用している。
この曲のアウトロと次曲のイントロが連続している為、次曲でこの曲の終わりの部分が一瞬聞こえて来る。
2.SHOUT
坂元裕二との会話で何気なく出てきた「どこか見えない明日に期待を持っている女の子」を思い描き作った。
歌詞にブランドの社名を引用しているのは単なる語呂合わせで深い意味はない。
イントロが前曲のアウトロから繋がっている為、前の曲の終わりの部分が一瞬聞こえる。
ハウス食品「O'ZACK」CMソング(本人出演)として起用された。
3.OPERA NIGHT
「オペラ座の怪人」をモチーフにしている。
TM NETWORK『RAINBOW RAINBOW』のコンペティションの際の没作品「OPEN YOUR HEART」の歌詞を書き換え、サビの締めの部分のメロディを付け加え、アレンジも変えている。
4.I WANT YOU BACK
コンセプトは「金曜日のライオン (Take it to the lucky)」の続編とし、歌詞に出てくる女性である「ジュリアのその後」をテーマにした。
南米の雰囲気を出すために、ブラジルでも使用されているポルトガル語をサンプリングしている。
別歌詞バージョンが、CoCoの「春・ミルキーウェイ」（作詞は吉澤久美子。『Strawberry』収録）として提供。
5.GRAVITY OF LOVE
先行シングルを含めたアルバムの楽曲中で最初に歌入れした楽曲である。
テーマは「日本語でこんな具体的に恋愛を書いた歌詞を歌って、歯が浮くのかどうか?」としている。
6.HURRAY FOR WORKING LOVERS
テーマは「業界人とOLの恋愛もの」「恋愛と仕事を両立させている女性達への、僕なりの応援歌」を「GRAVITY OF LOVE」に引き続いて掘り下げている。
ビリー・オーシャンの作風を意識して、バックトラックを作った。
7.NEVER CRY FOR ME
名古屋から長野に向かう列車で途中の川中島駅に停車した時に出来上がった。
コンセプトは「昔の恋人同士のラブソング」である。
「天と地と」との橋渡しになる様に制作した。歌詞に「濡れた戦士たち」、「錆びたよろい」と「天と地と」を想起させる言葉が出てくる。
「天と地と SOUNDTRACK」に「疾風」というタイトルでこの曲のインストゥルメンタル・バージョンが収録されている。
8.WINTER DANCE
「何も考えないでシンクラヴィアの音を楽しんでほしい」思いから、オーバー・ダビングを念入りに行った。
9.RUNNING TO HORIZON
TM NETWORKのシングル「DIVE INTO YOUR BODY」と同時に作った楽曲。
読売テレビ系アニメ『シティーハンター3』のオープニングテーマ。
10.CHRISTMAS CHORUS
「クリスマスソングを1度はソロでやってみたい」という一ミュージシャンのわがままで作った。
「こんな優しい男の人をどう思いますか」という問いかけを込めた。
TM NETWORKの「CHILDHOOD'S END」のコンペティションの際の没作品を組み直している。
11.RUNNING TO HORIZON（SHEP PETTIBONE SPECIAL REMIX）
1stシングルのC/Wで同曲のリミックスバージョン。
限定BOX「Digitalian is eating breakfast Special Edition」のみボーナストラックとして収録。
12.GRAVITY OF LOVE（SHEP PETTIBONE SPECIAL REMIX）
2ndシングルのC/Wで同曲のリミックスバージョン。
限定BOX「Digitalian is eating breakfast Special Edition」のみボーナストラックとして今回アルバム初収録。
13.CHRISTMAS CHORUS（EXTENDED VERSION）
3rdシングルのC/Wで同曲のリミックスバージョン。
限定BOX「Digitalian is eating breakfast Special Edition」のみボーナストラックとして今回アルバム初収録。
14.RUNNING TO HORIZON（Edit ver.）
1stシングルのショートエディットバージョン。イントロの長さが原曲バージョンより短くなっている。C/Wは同曲のインストバージョンでA面曲とB面曲では、1サビ目からの間奏が別テイクとなっている。
15.GRAVITY OF LOVE（Edit ver.）
2ndシングルのショートエディットバージョン。2サビ後のリフレインの前の間奏が省略され、リフレインの長さも原曲バージョンより短くなっている。C/Wは同曲のインストバージョン。
16.CHRISTMAS CHORUS（Edit ver.）
3rdシングルのショートエディットバージョン。2サビ後のリフレインの前の間奏が省略され、リフレインの長さも原曲バージョンより短くなっている。C/Wは同曲のインストバージョン。

## スタッフ・クレジット

### レコーディングスタッフ
全曲
- 小室哲哉：Vocals, Synclavier, Keyboard
- 日向大介・秋葉淳：Synclavier Operator
- 久保こーじ：Production Assistant, Programming

| DIGITALIAN - 日向大介：Mixing SHOUT - Warren Cuccurullo：Guitar - 桑名晴子：Backing Vocals - 和田恵子：Backing Vocals - Steve Jackson：Mixing OPERA NIGHT - Amazons：Backing Vocals - Steve Jackson：Mixing I WANT YOU BACK - 松本孝弘：Guitar - 加々美淳：Cavaquinho, Backing Vocals - 秋月マヤ：Backing Vocals - Amazons：Backing Vocals - AVRers：Backing Vocals - Steve Jackson：Mixing | GRAVITY OF LOVE - 松本孝弘：Guitar - Suzie O'List：Backing Vocals - Gikk O'Donovan：Backing Vocals - Shep Pettibone：Post Production, Mixing - GOH HOTODA：Engineer HURRAY FOR WORKING LOVERS - Stan Harrison：Saxphone - Amazons：Backing Vocals - Steve Jackson：Mixing NEVER CRY FOR ME - Amazons：Backing Vocals - 日向大介：Mixing RUNNING TO HORIZON - 松本孝弘：Guitar - Suzie O'List：Backing Vocals - Gikk O'Donovan：Backing Vocals - Shep Pettibone：Post Production, Mixing - GOH HOTODA：Engineer CHRISTMAS CHORUS - 木根尚登：Acostic Guitar - Jeff Smith：Saxphone Solo - 杉並児童合唱団：Backing Vocals |

### スタッフ
- Produce：小室哲哉
- Co-Produce, Recorded：日向大介
- Assisted：秋葉淳
- Art Direction, Design：高橋伸明
- Photography：Sheila Rock
- Executive Produce：小坂洋二
- A&R：山口三平, 大竹健
- Promotion：福田良昭, 足立達夫

### 「Digitalian is eating breakfast Special Edition」スタッフ
CD
- Re-mastering Engineer：Alex Gordon （Abbey Road Studios London）
- Re-mastering Coordination：滝瀬茂

Blu-ray
- Sound Re-mastering：坂元達也
- Blu-ray Authoring：ひらのあいこ

7inch Vinyl
- Editing Director：村井英樹
- Pre-Mastering Engineer：片田浩史
- Vinyl Cutting Engineer：Alex Gordon

- Art Direction, Design：高橋伸明
- Products Director：村井英樹, ふくだとしみ
- Products Producer：福田良昭, いいだたかはる
- Excutive Producer：華岡徹

## リリース日一覧
| No. | 日付          | レーベル                                | 規格                                  | 規格品番                                                        | 最高順位 | 備考               |
| --- | ------------- | --------------------------------------- | ------------------------------------- | --------------------------------------------------------------- | -------- | ------------------ |
| 1   | 1989年12月9日 | EPIC/SONY RECORDS                       | CD CT                                 | ESCB-1013 (CD) ESTB-1013 (CT)                                   | 4位      |                    |
| 2   | 2013年7月17日 | ソニー・ミュージックダイレクト/GT music | ブルースペックCD2                     | MHCL-30103                                                      | 165位    | デジタルリマスター |
| 3   | 2021年2月24日 | ソニー・ミュージックダイレクト/GT music | ブルースペックCD2 Blu-ray 7inch Vinyl | MHCL-30665 (CD) MHCL-30666 (Blu-ray) MHCL-30667/9 (7inch Vinyl) | --位     | デジタルリマスター |

## ツアー

### 概要
アルバムリリース直後の12月16日の名古屋市総合体育館 レインボーホールから、1990年1月28日の横浜アリーナまで9都市全16公演で「Tetsuya Komuro Tour '89〜'90 Digitalian is eating breakfast」と題したソロライブツアーが行われた。
ライブツアーのコンセプトとして小室は「TMではアンコールはやらないし、MCも必要最低限だけど、今回はアンコールに応えて、MCも日本語でやって、TMとは違うコミュニケーションをみよう」「コンサートの骨組みとなる音源であるベース・パーカッションの一部・コーラス等は事前にコンピューターで既に打ち込まれているけど、ライブではその上にどれだけ生身の人間がジャズの様な即興演奏を乗せられるか」を志した。
マイケル・ジャクソンの「バッド・ワールド・ツアー」と同じシステムが導入され、同ツアーに関わったスタッフが来日してサポートした。
日向大介が自身のプライベートスタジオである「Studio AVR」で開発したシステム「カレント・バッファー・ドライブ」を採用した。シールドケーブルを1kmつないでも、制作現場と変わらない音がライブ会場で鳴らされ、音の立ち上がりも早くなるというシステムである。ダイレクト・ボックスを使うとどうしても音がスローダウンするし、周波数特性も悪くなるため、ダイレクト・ボックスが電圧を上げるのに対し、このシステムでは電流を上げる様に設計された。
フルキットの3台のシンクラヴィアを使用した。日本の全国ツアーでのシンクラヴィアの使用は本ツアーが初めてだった。シンクラヴィア本体はステージ裏に用意された専用ブースに置き、ゴミやステージ上の照明から保護した。更に電波等照明のモニターの干渉を防ぐために、銅膜でシールド加工を施した。

### セットリスト
1. WINTER DANCE
2. DIGITALIAN
3. SHOUT
4. KISS YOU
5. HURRY FOR WORKING LOVERS
6. NEVER CRY FOR ME
7. IN THE FACTORY
8. 組曲 "VAMPIER HUNTER D" (Instrumental)
9. 合戦 （Instrumental）
10. OPERA NIGHT
11. I WANT YOU BACK
12. GRAVITY OF LOVE
13. 20th CENTURY BOY
14. DREAM RUSH
15. CHRISTMAS CHORUS

- 会場によって曲目、順番に変更あり。

### 公演日程
- 1989年12月16日 名古屋市総合体育館 レインボーホール
- 1989年12月17日 名古屋市総合体育館 レインボーホール
- 1989年12月19日 新潟市産業振興センター
- 1989年12月24日 横浜アリーナ
- 1989年12月25日 横浜アリーナ
- 1989年12月27日 東京ベイNKホール
- 1989年12月28日 東京ベイNKホール
- 1990年1月1日 福岡国際センター
- 1990年1月7日 郡山総合体育館
- 1990年1月12日 北海道立産業共進会場
- 1990年1月16日 大阪城ホール
- 1990年1月17日 大阪城ホール
- 1990年1月19日 広島サンプラザ
- 1990年1月22日 ワールド記念ホール
- 1990年1月27日 横浜アリーナ
- 1990年1月28日 横浜アリーナ

### サポートメンバー
- Guitar：Warren Cuccurullo
- Drums：Sterling Cambell
- Percussion：Steve Sidelnyk
- Synclavier & Co-Produce：日向大介